# Orneau
L'Orneau, en való Ôrnô, és un riu de Bèlgica, afluent no navegable per la riba esquerra del Sambre.
Neix al poble de Meux al municipi de La Bruyère. Va ser la cleda de la ciutat de Gembloux, malgrat que els ciutadans ingrats l'hi van entubar per la major part. La ciutat de Jemeppe-sur-Sambre es va crear a la confluència a un meandre que va ser tallat al segle xix quan el Sambre va ser canalitzat (1825-1830). De fet, el tram des del centre de Jemeppe fins a la desembocadura és el llit del «Sambre vell», la meitat del meandre rectificat.
A la seva riba es troba la cova de l'Home de Spy on es van trobar vestigis d'un important assentament neandertal. Aquí, la vall de l'Orneau crida l'atenció per la diversitat d'hàbitats humids propicis al desenvolupament d'una varietat de flora i fauna. S'hi troben entre d'altres la salamandra comuna, el tòtil, el tritó alpí i palmat, la granota comuna i el gripau comú.
Afluents
- El Ligne, afluent per la dreta, conflueix al veïnat de Falnuée (Mazy)
- L'Arton, afluent per l'esquerra al poble de Lonzée, un antic municipi, ara integrat a la ciutat de Gembloux.[4]